# فادي الديب
فادي شبيبة الديب- ( بالإنجليزية Fadi J. S. Aldeeb ) ؛ مواليد الاول من سبتمبر عام 1984م) ، هو لاعب بارالمبي فلسطيني في ألعاب القوى . شارك في دورة الألعاب البارالمبية الصيفية 2024 في مسابقة دفع الجلة فئة F55 وكان ممثل فلسطين الوحيد في هذه الألعاب.

## سيرة
وُلِد فادي الديب في حي الشجاعية بمدينة غزة. بدأ ممارسة الرياضة في سن العاشرة ، وكان يدربه محمد الشيخ خليل. كان الديب عضوًا في أحد الأندية المحلية. في بداية مشواره الرياضي شارك الديب في كرة القدم والكرة الطائرة والتنس . وانضم إلى المنتخب الوطني الفلسطيني للكرة الطائرة وهو في سن السادسة عشر من عمره.
الديب درس علوم الكمبيوتر وكان مستعدًا للتسجيل في جامعة الأزهر في غزة في عام 2001م. وخلال الانتفاضة الفلسطينية الثانية في أكتوبر 2001م، أصيب الديب برصاصة في ظهره أطلقها قناص إسرائيلي، مما أدى إلى كسرفقرات من ظهره أدت إلى إصابته بالشلل. وقد أمضى الديب سنة وشهرين في المستشفى للتعافي من إصاباته. وفي عام 2004م، بدأ الديب ممارسة كرة السلة على الكراسي المتحركة، وفي عام 2007م بدأ المشاركة في ألعاب القوى لذوي الاحتياجات الخاصة في، وتخصص في دفع الجلة ورمي القرص ورمي الرمح . شارك الديب دوليًا في ألعاب القوى لذوي الاحتياجات الخاصة، وفاز بست ميداليات في ملتقى تونس الدولية لألعاب القوى لذوي الاحتياجات الخاصة.
وشارك الديب في رياضة كرة السلة على الكراسي المتحركة في كل من: فرنسا وتركيا واليونان. كان عضوًا في نادي هوريكان 92Hurricane 92 لكرة السلة في باريس اعتبارًا من عام 2024م. كما قام الديب أيضًا بتدريب الفريقين الرابع والخامس لنادي باريس باسكيت فوتيويلParis Basket Fauteuil. . وقد تم اختياره للإنضمام إلى صفوف المنتخب الوطني الفلسطيني في عام 2019. ولكن بسبب الصراع الإسرائيلي الفلسطيني، لم يمض الديب وقتًا في غزة منذ عام 2014م، وهو يعيش الآن في فرنسا.
حاول الديب التأهل إلى دورة الألعاب البارالمبية الصيفية 2012 ، لكنه لم يتمكن من ذلك، بسبب إصابة في الكتف. وخلال الحرب بين إسرائيل وحماس عام 2024 قُتل 17 فردًا من عائلة الديب، بما في ذلك شقيقه واثنان من أبناء أخيه. وقد تمت دعوته للمشاركة في دورة الألعاب البارالمبية الصيفية لعام 2024، والتي أقيمت في باريس بفرنسا، وشارك الديب من خلالها في منافسات دفع الجلة F55 . وكان الديب هو الفلسطيني الوحيد في دورة الألعاب البارالمبية 2024 ، وعليه قام بحمل العلم الفلسطيني في حفل افتتاح الدورة البارالمبية. وقد انهي الديب الدورة بحصوله على المركز العاشر في منافسات دفع الجلة.